# 丹尼斯·德米特里耶夫
丹尼斯·谢尔盖耶维奇·德米特里耶夫（俄語：Денис Сергеевич Дмитриев，1986年3月23日—）生于梁赞州普龙斯克区特尔诺沃，是一名俄罗斯男子自行车运动员，代表莫斯科参赛。除了自行车外，他在早年时期曾接触过足球、游泳、柔道等运动，最终他选择以自行车为主。